# Rochlitz Gyula (építész)
Rochlitz Gyula (Nagyrőce, 1825. december 5. – Budapest, 1886. január 18.) építész, a Keleti pályaudvar központi épületének tervezője.

## Élete, munkássága
A szepességi cipszer családból származó Rochlitz Gyula építésztanulmányait a bécsi műszaki egyetemen végezte, majd Pesten vállalt építészeti munkákat.
Az 1848–49-es forradalom és szabadságharc kitörésekor honvédnek állt, ahol az utászokhoz került. A szabadságharc során századosi rangot ért el, Görgey István tiszttársa volt. A világosi fegyverletétel után Nyugat-Európába emigrált.
Az emigrációból visszatérve a Magyar Királyi Államvasutak vasútépítési igazgatóságán, majd a magasépítési osztályon kapott alkalmazást.
A tehetséges építész hamarosan a magasépítési osztály vezetőjévé vált, ebben az időszakban tervezte és vezette a MÁV jelentősebb építkezéseit, úgymint a dunai összekötő vasúti híd, illetve a MÁV Andrássy úti igazgatósági épületének építését.
A vasúti vállalat felügyelőjeként indította meg az államvasutak új, központi indóházának tervezését, majd annak főtervezője lett. Mint az építkezés irányítója, végigszolgálta a pályaudvar 1881-ben megkezdett és 1884-ig tartó építkezését.
Építői munkásságának elismeréseként a Ferenc József-rend lovagja címmel tüntették ki. Az elhunyt építészt a Fiumei úti sírkertben helyezték örök nyugalomra, sírját fekete márvány obeliszk díszíti.

## Emlékezete
Rochlitz Gyula mellszobrát a pályaudvar restijének első vendéglőse készíttette, amelyről sokáig nem tudták, hogy kit ábrázol. A szobrot később az indulási csarnokba helyezték át, ám onnan végleg eltűnt.
Az emlékére a MÁV 1959-ben, a pályaudvar megnyitásának hetvenötödik évfordulóján, egy emléktáblát helyezett el az indulási oldalon.